# Бухаров, Игорь Олегович
Игорь Олегович Бухаров (род. 2 июня 1960, Москва) — российский ресторатор, бизнесмен, президент Федерации рестораторов и отельеров России, издатель журнала «Виномания» (2000—2010). С 2010 года — заведующий кафедрой менеджмента в гостиничном и ресторанном бизнесе Университета «Синергия», С 2014 года — декан Факультета гостеприимства Института отраслевого менеджмента РАНХиГС.

## Биография
Игорь Олегович Бухаров родился 2 июня 1960 года в Москве в семье военного. Окончил среднюю школу в Веймаре (ГДР). В 1978—1980 годах проходил срочную службу в мотострелковой дивизии, расположенной недалеко от Мурманска.
В 1981 году начинал работу учеником повара в ресторане «Будапешт» Треста Московских ресторанов, параллельно учился на вечернем отделении Московского института народного хозяйства им. Г. В. Плеханова, который окончил в 1987 году по специальности «экономист». После «Будапешта» был приглашён на должность заместителя директора кафе «Аист», позже стал управлять кафетерием «Гамбургер». 
В 1990-х годах в партнёрстве с Романом Рожниковским открыл ресторан «Ностальжи». Ролан Быков, автор идеи, предоставил помещение на территории Фонда развития детского кинематографа. Одноимённая радиостанция дала разрешение на использование названия. «Ностальжи» — первый ресторан в Москве, в котором подавались исключительно блюда высокой кухни, а также звучал джаз в живом исполнении. Многие джазовые музыканты начинали карьеру, выступая в «Ностальжи».
В конце 1990-х годов открыл школу сомелье на базе ресторана. В 2007 году создан Учебный центр для рестораторов России. 
С 1997 года — президент Московской гильдии рестораторов, позже — Федерации рестораторов и отельеров России (ФРиО).
С 2000 по 2010 год — издатель журналов «Виномания» и «Дистиллятор».
С 2008 по 2011 год — генеральный директор комбината питания «Кремлёвский» Управления делами Президента Российской Федерации.
С 2014 года — председатель Совета по профессиональным квалификациям в сфере гостеприимства при Национальном совете при Президенте РФ по профессиональным квалификациям.
Член Президиума общественного объединения «Опора России». Член Общественной палаты города Москвы. Член общественного совета при Министерстве промышленности и торговли РФ.
Совместно с Матвеем Ганапольским вёл передачу «Кухонные тайны» на радио «Эхо Москвы».
С 12 марта по 16 апреля 2017 года, совместно с ведущей Ларисой Гузеевой, участвовал в съёмках программы «ТилиТелеТесто» (Первый канал) в качестве эксперта.
Автор книги «FOODбол. Традиции, рецепты, стритфуд. Кулинарное путешествие по 11 футбольным столицам России» (2018).

## Влияние на развитие ресторанного бизнеса в России
Ввёл в общее употребление понятия «авторской кухни», «новой московской» и «кухни с рынка» (фр. cuisine du marché). 
В конце 2019 года в ходе встречи с премьер-министром Дмитрием Медведевым, а также после совещания с заместителем руководителя аппарата правительства Юрием Любимовым, Бухарову (в числе прочих экспертов) удалось добиться отмены 500 устаревших советских правил и СанПиНов. В частности, с 1 января 2020 года из требований Роспотребнадзора к предприятиям общественного питания убрали необходимость мыть посуду ветошью и содержать отдельное помещение для битья яиц. Также рестораны и бары получили разрешение на производство собственных настоек и наливок без акцизных марок.
Во время пандемии COVID-19 ФРиО (под руководством Бухарова) после согласования с ФАС России создала декларацию рестораторов, направленную на объединение с арендодателями в условиях кризиса отрасли. Было принято решение позволить малым и средним предприятиям выходить из арендных отношений без штрафов. Также ФРиО совместно с Роспотребнадзором разработала санитарные правила для ресторанов на время пандемии: в том числе, необходимость соблюдать расстояние между столиками в 1,5 метра и дезинфицировать поверхности в начале и конце рабочего дня. 
Выступает за новую экономическую политику в отношении ресторанного бизнеса, пересмотр контрольно-надзорной деятельности. В частности, требует отменить проверки кухни Роспотребнадзором, оставить только контроль готовой продукции. Также настаивает на обновлении системы налогообложения.

## Семья
Женат на Ларисе Гузеевой. Поженились в 1999 году. Гузеева познакомилась с Игорем, когда ей было 18 лет, а ему — 17. Они дружили много лет, но Гузеева согласилась зарегистрировать отношения с Игорем только в возрасте 40 лет.
Дочь — Ольга Бухарова (род. 2000).